# ウリカエデ
ウリカエデ（瓜楓、学名: Acer crataegifolium）はムクロジ科カエデ属の落葉小高木。山地に生える。雌雄異株。別名、メウリノキ、メウリカエデ、オオバノウリカエデ。和名の由来は、樹皮が緑色であることから。

## 分布と生育環境
日本固有種。本州の福島県以南、四国および九州に分布する。本州の北陸地方にはまれに分布する。低地や低山の林縁、林道脇、やや乾燥した尾根筋や尾根に接する斜面など明るい場所に生育する。暖地にも生える。

## 形態・生態
落葉広葉樹の小高木。樹高は6 - 8メートル (m) になり、カエデ類としては小型のほうである。樹皮は青緑色を帯び、縦に濃緑色の筋が入り、滑らかであるが、生長すると共に緑色が褪せて灰褐色になっていく。今年枝（一年枝）は細く、緑色から暗紅紫色で、花時のみ縮毛があるが、後に落ちる。鱗片葉は長さ2センチメートル (cm) でやや紅色を帯びる。
葉は長さ1 - 3 cmの葉柄をもって対生する。葉身は卵形から長卵形で、長さ3 - 8 cm、幅1.5 - 5 cm、ほとんど切れ込まないか浅く3裂し、ときに5裂する。葉または裂片の先端は尾状に伸び、基部は浅心形から円形になり、葉縁には不ぞろいの重鋸歯がある。成葉の表面は無毛であるが、花時には裏面の葉脈上や葉柄に褐色の縮毛が生える。秋に紅葉し、黄色を中心に色づくが、日当たりのよい個体や若木では、橙色から赤色に色づくこともある。
花期は4 - 5月。長さ2 - 4 cmの総状花序を有花枝の先端から下垂させる。花は10個内外つき、淡緑色になる。雄花の萼片は長さ3 - 4ミリメートル (mm) 、花弁は長さ4 - 5 mmでそれぞれ5個、雄蕊は長さ2 mmで8個ある。雌花の萼片は長さ2 mm、花弁は長さ3 mm、退化雄蕊は長さ1 mmあり、子房には赤褐色の短毛があり、2分する花柱は渦巻状に外曲する。果期は6 - 8(10)月。果実は翼果で2個の分果からなり、分果の長さは2 cmになる。
冬芽は長卵形で柄があり、2枚の芽鱗に包まれる。枝先に頂芽がつき、側芽が枝に対生する。葉痕はU字形やV字形で、維管束痕が3個つく。
- 雌花序
- 3裂の葉。切れ込みのないものや5裂するものもある。
- 翼が大きくなり始めた雌花序